# فيديريكو سكابي
فيديريكو سكابي (بالإيطالية: Federico Scappi)‏ هو لاعب كرة قدم إيطالي في مركز الدفاع، ولد في 13 مايو 1994 في غاستالا في إيطاليا. لعب مع إنتر ميلان وكييفو فيرونا ونادي ريجيانا 1919.